# 10 Ursae Majoris
10 Ursa Majoris, som är stjärnans Flamsteed-beteckning är en dubbelstjärna i den västra delen av stjärnbilden Lodjuret. Trots dess Flamsteed-beteckning tillhör den inte Stora björnens stjärnbild. Den ligger på gränsen mellan stjärnbilderna och fick byta tillhörighet vid översynen av gränser mellan stjärnbilderna år 1930 och benämns efter bytet av stjärnbild ofta med sin HD-beteckning HD 76943. Den har en kombinerad skenbar magnitud på ca 3,96 och är svagt synlig för blotta ögat där ljusföroreningar ej förekommer. Baserat på parallaxmätning inom Hipparcosuppdraget på ca 62,2 mas, beräknas den befinna sig på ett avstånd på ca 52 ljusår (ca 16 parsek) från solen. Den rör sig bort från solen med en heliocentrisk radialhastighet av ca 26 km/s och ingår troligen i superhopen Hyaderna.

## Egenskaper
Primärstjärnan 10 Ursae Majoris A är en gul till vit stjärna i huvudserien av spektralklass F3 V Den har en massa som är ca 1,4 solmassor, en radie som är ca 1,9 solradier och utsänder ca 4,3 gånger mera energi än solen från dess fotosfär vid en effektiv temperatur på ca 6 700 K.
10 Ursae Majoris är en spektroskopisk dubbelstjärna där omloppsrörelse hos de två stjärnorna kan studeras genom Dopplerförskjutningar i deras spektra. I detta fall kan de två stjärnorna också upplösas med hjälp av differentiell astrometri. Primärstjärna har en skenbar magnitud av 4,18 och den svagare följeslagaren 6,48. De två stjärnorna har en omloppsperiod av 21,057 år och en excentricitet på 0,15.